# Музейні скарби України
«Музейні скарби України» — проєкт, започаткований Національною спілкою краєзнавців України 2011 року.

## Мета проєкту
Створення, за кілька років, циклу документальних фільмів, де представити колекції краєзнавчих, меморіальних, науково-технічних, природничих, етнографічних, громадських та інших українських музеїв.
Фільми висвітлять історію музейної справи в Україні, роль видатних особистостей, покаже музеї як активну галузь вітчизняної культури та науки, яка впливає на формування суспільної свідомості.

## Реалізація
Станом на травень 2012 створено фільм про Роменський краєзнавчий музей.

## Ключові особи
- Світлана Махонько — керівник проєкту «Музейні скарби України», головний редактор творчого об'єднання суспільних і науково-освітніх програм телерадіокомпанії УТР;